# Konstruování
Konstruování nebo také konstrukční nauka, je tvořivá, praktická a multioborová vědecká disciplína navrhování výrobků, části strojů, strojů, funkčních celků a staveb. Konstruováním se obvykle zabývají konstruktéři, inženýři, designéři, návrháři, architekti, umělci a matematici. Využití je v podstatě v celé lidské společnosti např. v deskriptivní geometrii, návrhu oblečení, hraček, sportovních pomůcek, uměleckých děl, elektroniky, implantátů, strojů, automobilů, vojenských prostředků, kosmických lodí, všech staveb, elektráren, velkostrojů, dolů atd.

## Původ slova a historie konstruování
Slovo konstruování je složeninou pocházející z latinského con-struere = se-stavovat, se-stavit. Konstruování se začalo rozvíjet již od pravěku a jeho rozvoj pokračuje i dnes v souvislosti s rozvojem počítačů (CAD atp.), výrobních technologií a umělé inteligence.

## Členění konstruování
- Technické konstruování – především v inženýrství.
- Návrh (konstruování) uměleckého díla.
- Problematika počítačové podpory konstruování a využití umělé inteligence.
- Psychologie konstruování – metody a postupy jak efektivně konstruovat, např. brainstorming, TRIZ, ARIZ aj.[3]

Hranice mezi těmito body není vždy jednoznačná.

## Etapy konstruování
1. Formulace zadání.
2. Shromažďování informací.
3. Hledání řešení.
4. Konstrukční řešení.

Při všech etapách je nutné uplatňovat principy a metody vědeckého/uměleckého myšlení: analýzy, syntézy, indukce, analogie, dedukce, abstrakce, ohraničení, konkretizace, zobecnění, protikladnosti, intuice, představivosti, zkušenosti aj.

## Galerie

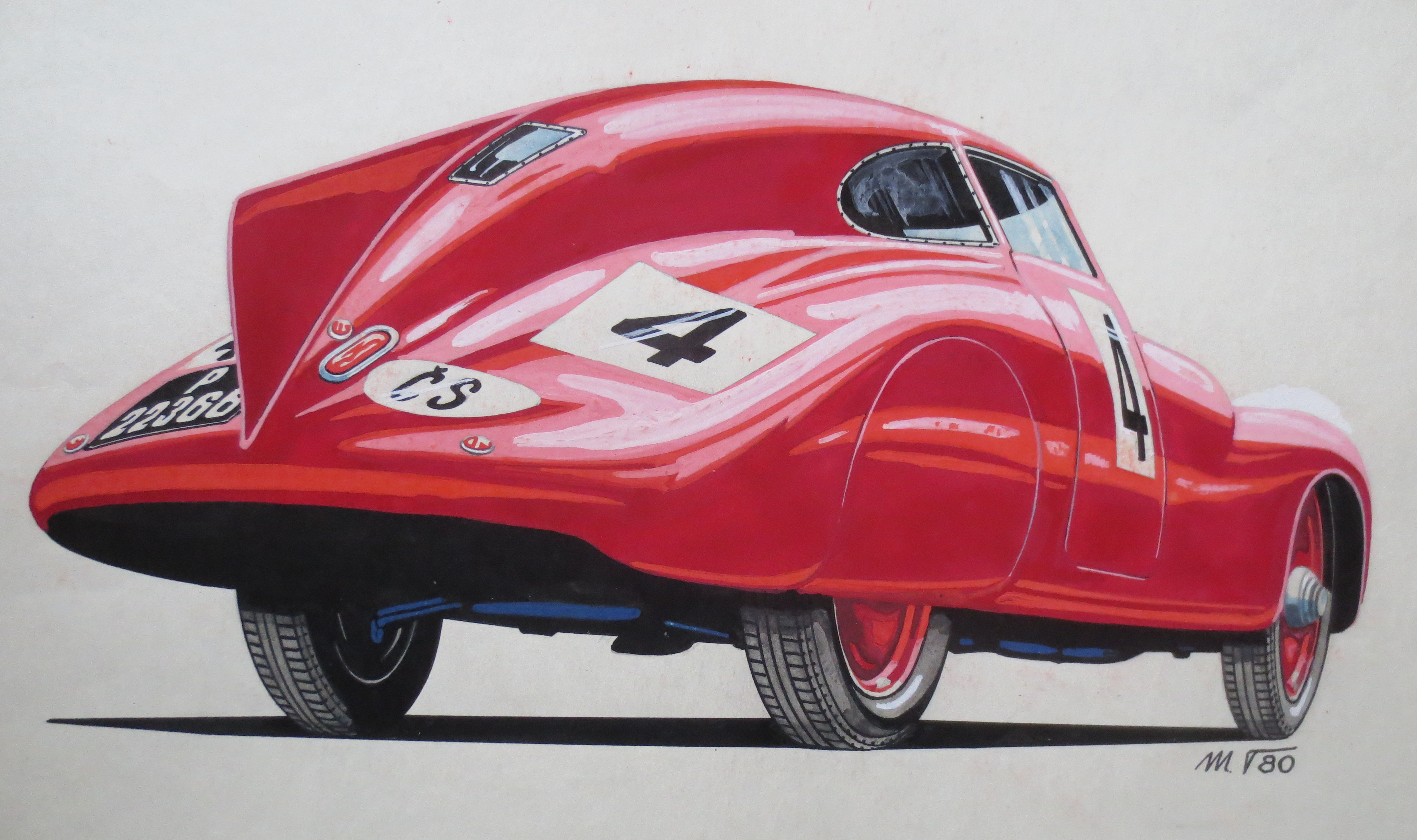
Konstrukce automobilu Jawa 700 Jaray
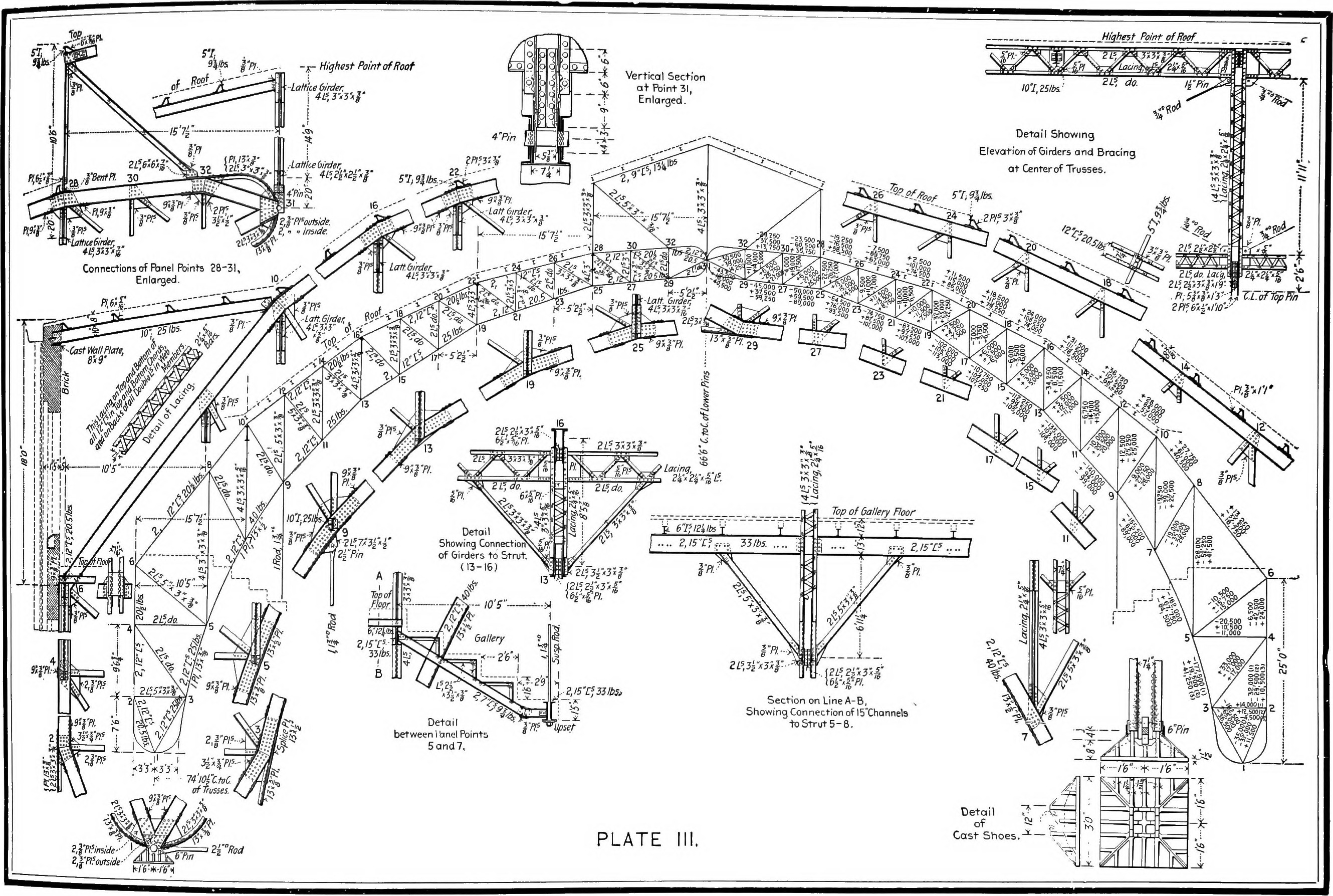
Technická studie příhradové konstrukce
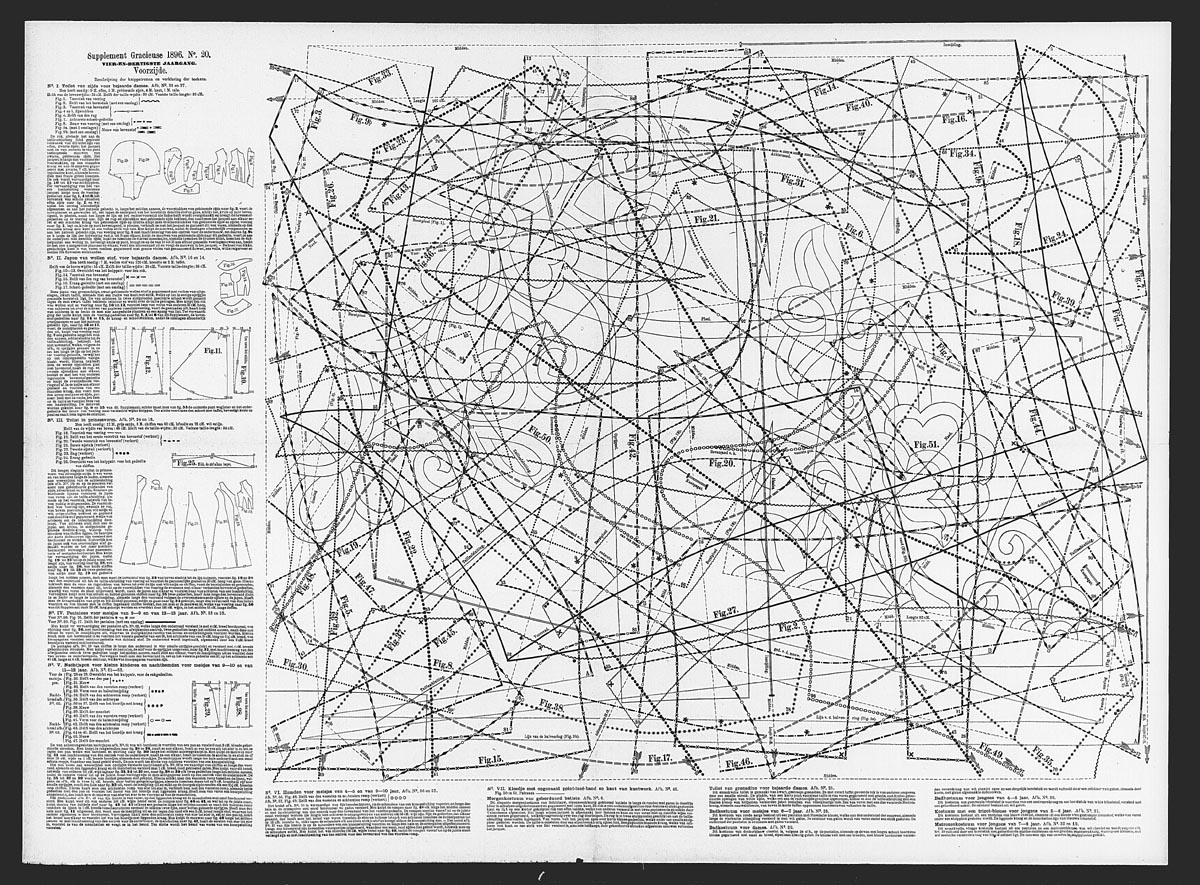
Výkresy návrhu šatů
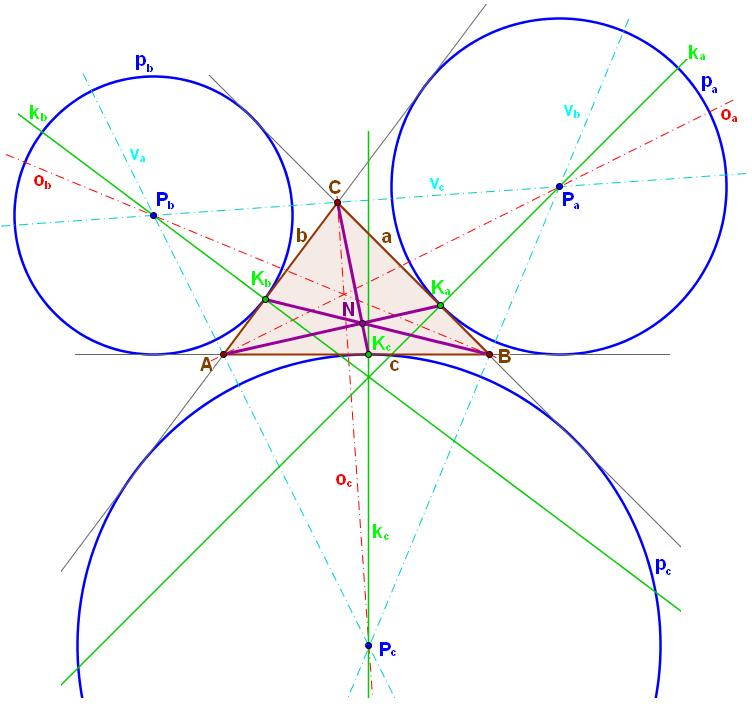
Konstrukce připsaných kružnic v deskriptivní geometrii